# Milliarden
Milliarden est un groupe de post-punk allemand, originaire de Berlin. Après un EP en 2014, le groupe publie son premier album en 2016.

## Biographie
Le groupe est formé en 2013 lors d'une réunion entre le chanteur Ben Hartmann et le claviériste Johannes Aue dans une université,. En 2014, sort l'EP Kokain und Himbeereis en version vinyle, au label Vertigo Berlin et le groupe apparait à la télévision pour la première fois sur Inas Nacht. Après avoir remporté un concours, leur chanson Freiheit ist ne Hure est choisie pour la bande originale du film Tod den Hippies!! Es lebe der Punk et sort en EP et CD,,.
En 2016, Milliarden accompagne Ton Steine Scherben en tournée. Ils jouent ensuite aux festivals Rock am Ring et Rock im Park. En août, Vertigo sort leur premier album intitulé Betrüger,. Au Pro7 Circus HalliGalli, ils jouent à deux reprises en 2016.

## Style musical
Le style musicaldu groupe est attribué à des groupes de punk rock et post-punk, mais aussi à un « mélange d'indie-pop et rétro allemand ». Les critiques aperçoivent un lien très fort entre le groupe et Ton Steine Scherben, et la voix de Ben Hartmann qui rappelle l’ancien chanteur de Scherben, Rio Reiser,,,,.

## Discographie
- 2014 : Kokain und Himbeereis (EP)
- 2016 : Betrüger (DE 25e[12])
- 2018 : Berlin (DE 44e[12])
- 2021 : Schuldig
- 2024 : Lotto

## Filmographie
- 2018: Morgen (Kurzfilm)